# 小野塚惠美
小野塚惠美（おのづかえみ、Emi Onozuka、1974年5月28日生まれ）は、エミネントグループ株式会社代表取締役社長。歌手 Megamiであり、Duo MOSAICとしてアルバムをリリース。
（社）科学と金融による未来創造イニシアティブ代表理事であり、「社会と投資家の明るい未来を作るESGの女神」と称してESG・サステナブル経営/金融に関わる意見を公開し、政府有識者会議などに参加し、上場企業の社外取締役である。「女神降臨」のTシャツを着ることがある。
３児の母。日本語ふりがなでは「おのづか」と「づ＝du」を使っているが、英語ではOnozukaと「zu」と表記している。

## 来歴
1993 米ボーディングスクール Loomis Chaffee 卒業 (Cum Laude) 。中学2年の短期英語プログラムで渡米（シアトル）、中３で東海岸に留学、マイケル・J・フォックスに会いたいと思ったが、よく考えるとカナダ人で映画人は西海岸にいて会えないと気づいた、と述べている。
1998 上智大学比較文化学部比較文化学科（現上智大学国際教養学部）卒業。英語では International Business and Economics 専攻としている。
1998-2000　JPモルガン　(モルガン銀行）（現JPモルガン・チェース）。為替チームのリスク管理部門にいたが資産運用を希望していた。
2000-2020　ゴールドマン・サックス・アセット・マネジメント株式会社。営業部、運用部、業務部において多岐にわたる資産運用関連業務を経験後、アジア・パシフィックの運用部チーフ・オペレーティング・オフィサー
スチュワードシップ責任推進部長（2016〜2020)。業界団体「ジャパン・スチュワードシップ・イニシアティブ(JSI）」の発起人、初代運営委員長。
2020-2022　マネックスグループ カタリスト投資顧問取締役副社長COO。マーケティング管掌兼マネックスグループESG/サステナビリティ推進タスクフォースリーダー
マネックス・アクティビスト・ファンド（まふ）の公式キャラクター、ゴマフアザラシのまっふーを売り出す。同社入社直後に買ったばかりの自転車で転倒し左腕を骨折した。
米国サステナビリティ会計基準審議会 (SASB) FSA Japan Community Co-Champion、金融庁「サステナブルファイナンス有識者会議委員」、経済産業省「非財務情報の開示指針研究会委員」、金融庁「記述情報の開示の好事例に関する勉強会」メンバー。
2022 東京理科大学大学院経営学研究科 技術経営専攻（MOT）修了。東京理科大学MOTを選んだ理由について、note (配信サイト)で「これからさらに求められる知識は、イノベーションや社会課題解決を基点とした発想や技術であると考え、それには技術の社会実装が不可欠であると思い、あえてMOT(技術経営)を専攻することにし、東京理科大学大学院へと進学しました」と述べている。
2022- 現在　エミネントグループ代表取締役社長CEO。エミネントグループは、複数のグループ企業の持株会社ではなく、Eminent Group of People（必要な分野毎に精通した人々との協業）の意味であるとしている。企業へのESG経営などのアドバイザリー、関連するイベント企画や著述を業務としている。
会社設立以前であるが、業務の具体例は、野村総合研究所、阪急阪神ホールディングスで観察できる。
川村真木子氏のオンラインサロンにおいて、サステナブル金融（ESG投資）について解説するシリーズを企画・提供している。
（社）科学と金融による未来創造イニシアティブの代表理事、日本コーポレートガバナンス研究所アドバイザリーボードメンバー、内閣府「知的投資・活用戦略の有効な開示及びガバナンスに関する検討会委員」に就任。
2022- 現在　武蔵精密工業（東証一部（現プライム）上場（コード：7220））社外取締役。
株主総会招集通知に、「20年以上の運用会社での多岐にわたるポジションや投資助言会社の経営の中で培った豊富な経験と高い見識を有し、ESG投資に精通する等グローバルな知識と経験を有して」いることが取締役選任理由とされた。
2022年6月23日の株主総会での自らの選任について、note (配信サイト)で「初めての株主総会」と題して壇上に登った経験を公開した。
MOT修士論文は武蔵精密工業のケーススタディーであったことから、同社についての知識がある。
2023- 現在　大和アセットマネジメント（非上場）社外取締役。
2024- 現在　プロネクサス（東証一部（現プライム）上場（コード：7893））社外取締役。

## 著作
『サステナブル投資: 本音で語る課題と機会』（共訳、第1章・第3章担当、金融財政事情研究会、2024年、ISBN 978-4-322-14394-2）
『サステナブル経営とサステナブル金融の接続』（金融財政事情研究会、2023年、ISBN 978-4-322-14348-5）
『サステナブルファイナンス最前線』（共著、第６章エンゲージメント、金融財政事情研究会、2023年、ISBN 978-4-322-14358-4）
証券アナリストジャーナル2022年5月号
「読書室」:村澤竜一著「機関投資家のエンゲージメント―協調型コーポレートガバナンスの探究―」書評
金融ジャーナル2022年1月号
「ESG投資の現状と課題 - 脱炭素を経営改革のきっかけに-」
証券アナリストジャーナル2021年11月号
「ESG開示から見る統合報告書のあり方」貝沼直之氏と共著
社会を変えるインパクト投資  （同文舘出版、2021年3月）
「第7章 社会的企業」「第8章 伝統的な慈善活動からベンチャー・フィランソロピーへ」翻訳
サステナブルファイナンス原論 （金融財政事情研究会、2020年9月）
「第12章　移行期のマネジメントと統合的思考」翻訳
企業会計2019年11月号
「投資家と企業はどう対峙すべきか」

## 音楽
コピーライター&ミュージシャンの池谷恵司氏がnote (配信サイト)で「小野塚さんは経済の話をうかがった後、数週間後に、フリージャズのライブの客席で偶然隣り合わせました」と音楽鑑賞の目撃を報告（2022年6月9日付）、小野塚本人は、Instagram（2021年11月25日付）で「20年以上離れていた歌を再開する」と記述、同（2021年11月15日付）で「Jazzに初挑戦」として33秒の動画でJazzアレンジの「接吻 (曲)」（ORIGINAL LOVE）を歌っている。Twitterのプロフィール「えみ☘️ESGの女神」でも「たまに歌手」と記述
さらにYouTubeでサックス奏者の中山拓海氏の番組「中山拓海サスティナブルジャズ#7」のゲストとして『ESGの女神』こと小野塚惠美さんと紹介され、「音楽は十代から声楽、ミュージカル、アカペラなどに挑戦。アラフィフの今もオールジャンルに挑戦するシンガー（Megami）として活動中」と記されている。
2024年9月、emionozukaのThreadsでDuo MOSAICのCDデビューを報告（アルバム名「MATCHA」、9月18日よりBase Face Recordsより発売）。デュオの相手はプロデューサーも兼ねるシンガーでピアニストの松下聖哉。Duo MOSAICとして港区赤坂の老舗ジャズクラブ「All of Me Club」に出演。